# 祝詞

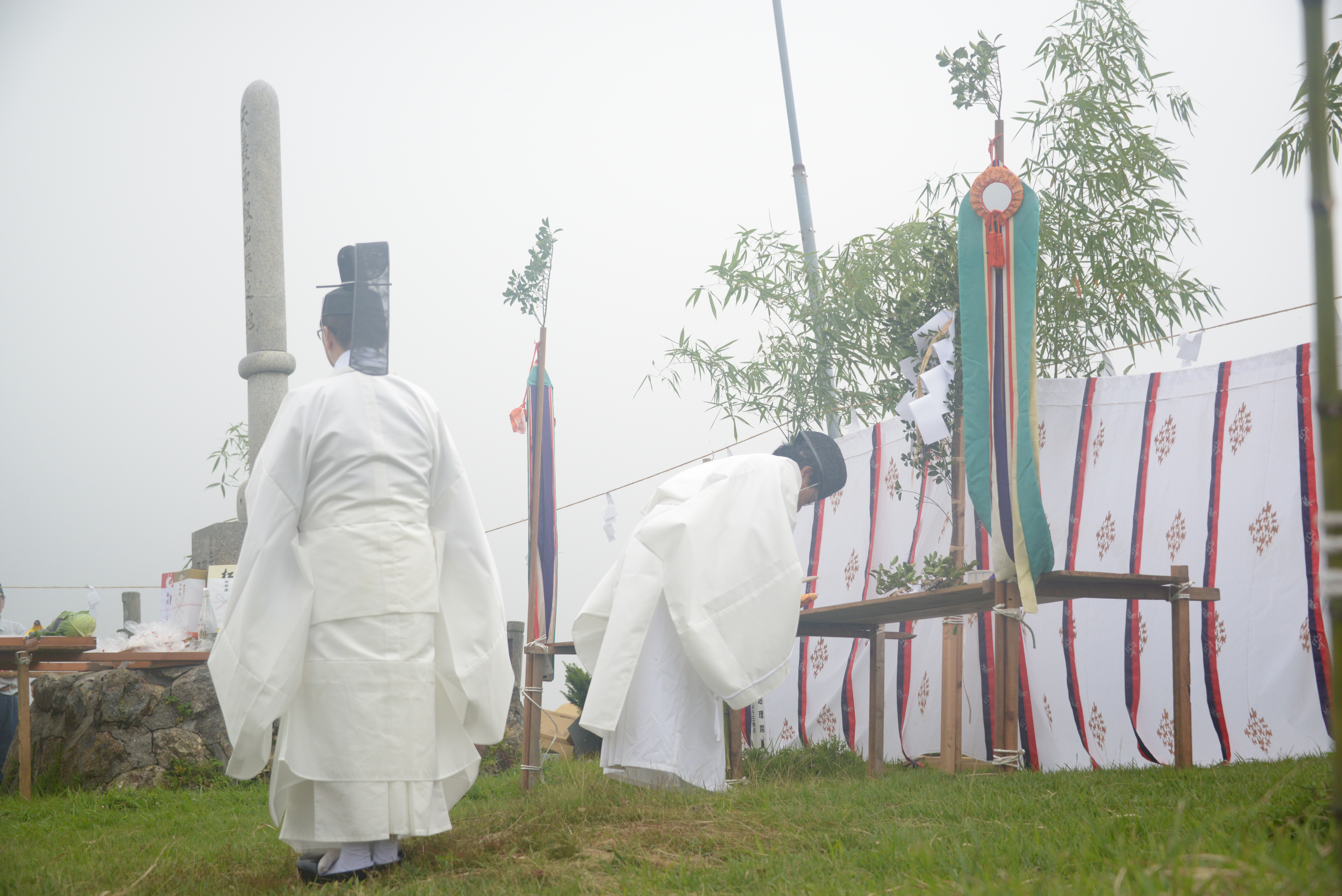
人們在唸祝词時的样子

祝词（日语：／ norito）是人們在祭祀神道的神靈時向神灵吟唱的词语。它也是一種特殊的文體。在古事記和日本書紀中就已記載了神道的祝词。延喜式中也記載了大量的祝詞。